# Nicolò Ferrari
Nicolò Ferrari (Camogli, 24 aprile 1928 – Roma, 2007) è stato un regista e sceneggiatore italiano.

## Biografia
Nel corso della carriera lavora a una quindicina di opere tra film e documentari, prendendo parte a film collettivi e lavorando giovanissimo con i  grandi nomi del cinema italiano.

## Filmografia

### Regista e sceneggiatore
- Laura nuda (1961)
- Mio Mao - Fatiche ed avventure di alcuni giovani occidentali per introdurre il vizio in Cina (1970)

### Regista
- L'età della ragione (1952)
- I bambini ci giocano (1952), prodotto per la Fondazione pro Juventute (Don Gnocchi) da De Sica e Zavattini
- Storia del pianoforte (1953), in collaborazione con Romolo Marcellini
- Via Veneto (1953), in collaborazione con Romolo Marcellini
- Cronache dell'urbanistica italiana (1954), prodotto da Giancarlo de Carlo per la X Triennale di Milano
- Mar Rosso (1955)
- Uomini in più (1955), prodotto da Michelangelo Antonioni per il CIME.
- Perché i vecchi non siano soli (1956), per la Rai
- Nell'Agro Pontino (1978), nella serie Foto di gruppo, per Rete 1
- L'addio a Enrico Berlinguer (1984)
- Un altro mondo è possibile (2001)
- Firenze, il nostro domani (2003)
- Film collettivo sulla manifestazione per la pace indetta a Roma da Sergio Cofferati (2003)
- Nella terza guerra mondiale contro i poveri (2006), che utilizza materiali collettivi ripresi nella precedente manifestazione, rimontati secondo una narrazione muta. Presentato nel 2007 in anteprima alla Cineteca di Bologna da Scola e Maselli.

### Sceneggiatore
- Scrive con lo pseudonimo di Archibald H. Zawns jr. episodi di sceneggiature di film di Vittorio Cottafavi, come Ercole alla conquista di Atlantide e La vendetta di Ercole.[non chiaro]
- Dieci anni della nostra vita, regia di Romolo Marcellini (1953)
- I fidanzati della morte, regia di Romolo Marcellini (1957)
- La grande olimpiade, regia di Romolo Marcellini (1961)
- La matriarca, regia di Pasquale Festa Campanile (1968)

### Aiuto regista
- Siamo donne (1953), segmenti "4 attrici, 1 speranza", regia di Alfredo Guarini e "Ingrid Bergman" regia di Roberto Rossellini
- Viaggio in Italia (1954), di Roberto Rossellini, con Libero Bizzarri (per errore l'Istituto Luce-Cinecittà nella riedizione ha inserito invece di Ferrari e Bizzarri aiuto registi i nomi di Marcello Di Laurino e Vladimiro Cecchi; chiederemo rettifica a tutela)
- Donne e soldati (1955), di Luigi Malerba e Antonio Marchi, dove era anche segretario di edizione
- La grande Olimpiade (1961) di Romolo Marcellini
- Il bell'Antonio, regia di Mauro Bolognini (1960)

### Direttore della fotografia
- Un altro mondo è possibile (2001)